# FTI駅
FTI駅はフィリピン国鉄南方本線の駅。テネメント駅、フードターミナルジャンクション駅、アルカ・サウス駅、タギッグ駅など様々な別名で呼ばれている。
多くの駅と同じく地上駅で、タギッグ州の南ルソン高速道路の東道路に隣接しており、メトロマニラスカイウェイの高架下に位置している。名称は地域を所有していた国家食糧庁の管轄下の国営企業であるフード・ターミナルに由来し、この地区の多くはアヤラ・ランド社に売却され現在はアルカ・サウスと呼ばれている。
トゥトゥバン駅から13番目の駅であり、ニコルス駅とともにタギッグ市内の二つの駅の一つである。

## 歴史
駅名の通り食糧庁のフード・ターミナル(食料ターミナル)に隣接する駅として建設された。フードターミナルは中央食品市場のように利用されており、同地所内で市場への輸送のための支線も敷設されていた。
2018年、フィリピン国鉄はカローカン-デラ・ロサ間で運用していたシャトルラインの南側をFTIまで延長して9月10日に運用を開始、北側のカローカンも12月3日にガバナー・パスカルまで運行区間が延長されている。

## 近隣施設
アヤラ・ランド社の開発するアルカ・サウス地区や、フィリピン工科大学タギッグキャンパス、サンシャインモール、タギッグ-パテロス区立病院、国家食糧庁の主倉庫のほか、テネメントやBLISSタギッグと呼ばれる低価格住宅開発地域もある。さらに離れると西ビクタンナショナルハイスクールやシグナル・ビレッジなどがある。
日本通運フィリピン支社も近くに存在する。

## 交通アクセス
南ルソン高速道路東部線で営業しているジープニーやFTI複合施設と繋ぐジープなどがある。将来計画として建設中のメトロマニラ地下鉄のFTI駅やタギッグ統合乗り換えターミナル(タギッグITX)と接続する予定である。

## 駅配置
| 1階 ホーム | 側面ホーム         | 側面ホーム                  |
| 1階 ホーム | ホーム A           | 首都通勤線 トゥトゥバン (←) |
| 1階 ホーム | ホーム B           | 首都通勤線 アラバン行 (→)   |
| 1階 ホーム | 側面ホーム         |                             |
| 1階        | コンコース/ 地上階 | 券売所、駅事務室、売店      |

## 註釈
1. ↑  “PNR launches its Sangandaan-FTI rail line” (英語). Manila Bulletin News 2018年9月11日閲覧。
2. ↑  “PNR launches Malabon-Taguig train service” (英語). ABS-CBN News. (2018年12月3日) 2019年3月21日閲覧。